# Leo Jacobson
Leo Jacobson (* 21. Oktober 1862 in Didlacken; † 19. Februar 1954 in Hamburg) war ein deutscher Marineoffizier, zuletzt Vizeadmiral im Ersten Weltkrieg sowie von 1912 bis 1919 Kommandant der Insel und dem Amt der Truppen der Kaiserlichen Marine in Helgoland.

## Leben

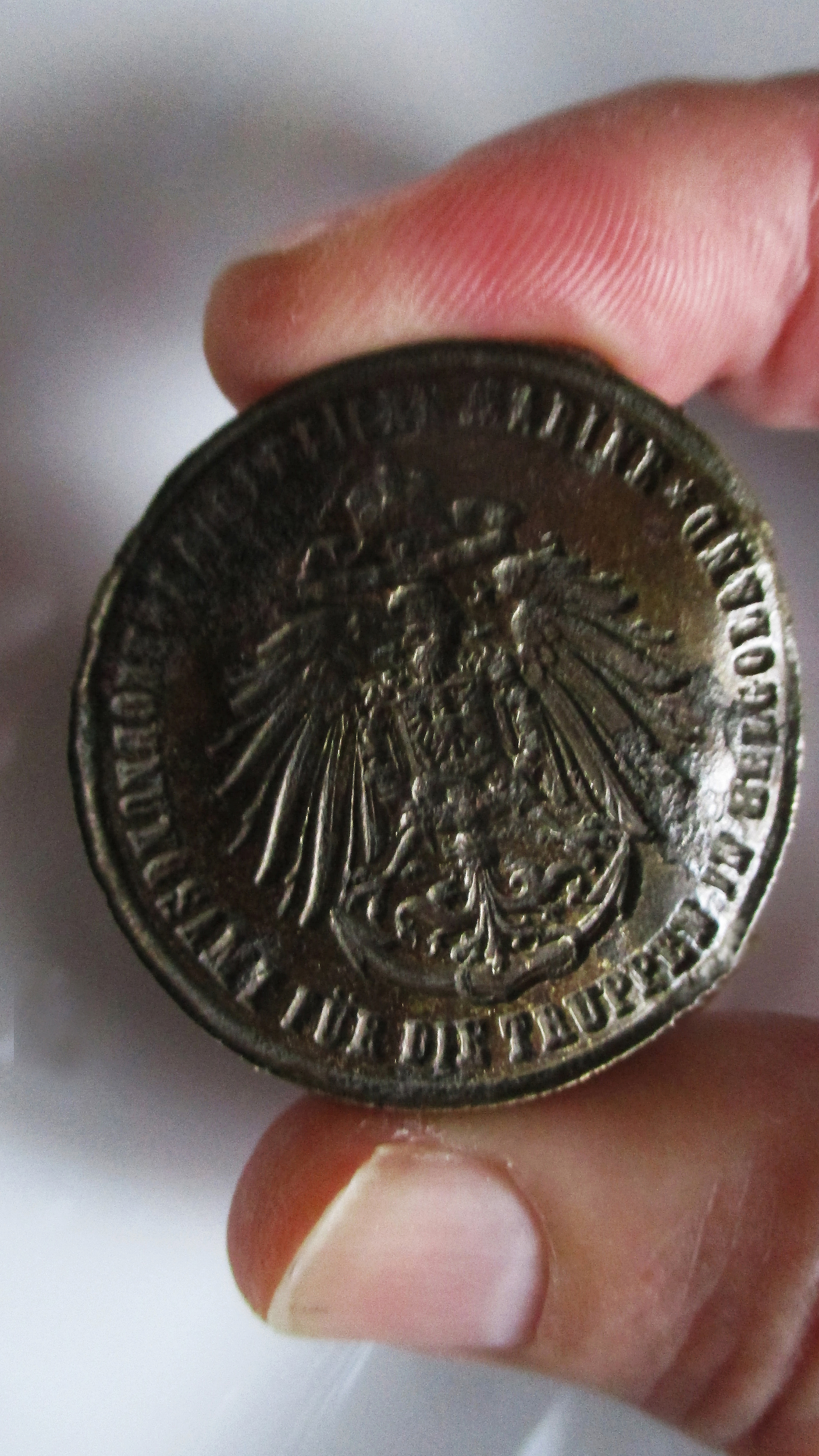
Siegel der Kaiserlichen Marine – Amt für die Truppen in Helgoland

Jacobson trat am 15. April 1880 als Kadett in die Kaiserliche Marine ein und absolvierte bis 30. September 1880 seine Grundausbildung auf der Segelfregatte Niobe. Anschließend kam er an die Marineschule, wurde dann auf die Panzerfregatte Preußen versetzt und versah vom 1. Oktober 1881 für zwei Jahre Dienst auf der Gedeckten Korvette Elisabeth. Jacobson absolvierte dann vom 14. Oktober 1883 bis 30. September 1884 Lehrgänge an der Marineschule und wurde zwischenzeitlich am 20. Oktober 1883 zum Unterleutnant zur See ernannt. Als solcher war er im Anschluss als Kompanieoffizier der I. Matrosen-Division in Kiel zugeteilt. In selber Funktion war Jacobson vom 1. Oktober 1885 bis 30. Mai 1886 bei der I. Matrosen-Artillerie-Abteilung tätig und trat im Anschluss auf dem Kingsin-Dampfer Polyhymnia die Ausreise nach Aden an. Dort versah er als Wachoffizier bis 25. Mai 1888 Dienst auf dem Stationsschiff Möwe. Zwischenzeitlich am 16. April 1887 zum Leutnant zur See befördert, trat er aus Kapstadt die Heimreise mit dem Dampfer Hohenzollern an und kehrte am 13. Juni 1888 in die Heimat zurück. Dort angekommen, erfolgte für drei Monate die Verwendung als Adjutant bei der Kaiserlichen Werft Kiel. Man setzte Jacobsen dann ein weiteres Mal bei der I. Matrosen-Artillerie-Abteilung ein und er absolvierte vom 19. März 1891 bis 31. März 1892 einen Torpedokursus auf dem Torpedoschulschiff Blücher. Zeitweise setzte man ihn dabei in der Folge als Kommandanten der Torpedoboote S 34, S 40 und S 32 ein. Für zwei Jahre folgte seine Versetzung auf das Schiffjungenschulschiff Nixe als Wach- und Batterieoffizier. Jacobson kam dann als Kompanieführer zur I. Matrosen-Division und erhielt dort am 13. April 1894 seine Beförderung zum Kapitänleutnant. Ab 1. Oktober 1895 fungierte er zunächst auf dem Aviso Pfeil als Erster Offizier, dann vom 3. Januar bis 25. Juni 1896 auf dem Aviso Blitz. Die folgenden zwei Jahre verbrachte Jacobson als Assistent bei der Torpedowerkstatt Friedrichsort. Am 29. August 1898 trat er dann seinen Dienst als Erster Offizier an Bord des Schulschiffes Charlotte an und wurde in gleicher Funktion am 1. April 1900 für ein Jahr auf der Moltke versetzt. Dort erfolgte am 10. Dezember 1900 seine Beförderung zum Korvettenkapitän. Anschließend setzte man Jacobson vom 26. März bis 31. Juli 1901 als Kompanieführer in der I. Werftdivision ein. Er trat dann über Genua die Ausreise mit dem Dampfer Prinz Heinrich nach Tsingtao an. Dort übernahm er am 30. August 1901 das Kommando über den Kleinen Kreuzer Schwalbe. Ein Jahr später gab er das Kommando wieder ab, wurde kurzzeitig zur Dienststellung zum Gouvernement Kiautschou kommandiert und war dort vom 1. Oktober 1902 bis 14. Mai 1905 Kommandeur der dortigen Matrosen-Artillerie-Abteilung. Zugleich fungierte Jacobson bis 22. Juni 1904 als Artillerieoffizier vom Platz und Vorstand der Artillerieverwaltung. Als Fregattenkapitän (seit 14. Juli 1904) trat er die Heimreise auf den Dampfern Gouverneur Jaeschke und Zieten an und wurde nach seiner Heimkehr zunächst zur Verfügung des Chefs der Marinestation der Ostsee gestellt. Am 21. November 1905 erhielt Jacobson die Ernennung zum Kommandanten des neu in Dienst gestellten Großen Kreuzers Yorck und wurde als solcher am 30. März 1906 Kapitän zur See. Mit Wirkung zum 30. September 1908 folgte die Ernennung zum Kommandanten des Linienschiffes Kurfürst Friedrich Wilhelm. Nachdem er am 30-November 1909 von Bord gegangen war, stellte man ihn bis 14. Dezember 1912 zur Verfügung des Chefs der Marinestation der Nordsee und ernannte ihn dann zum Kommandeur der II. Matrosen-Division. In Vertretung des Inspekteurs fungierte Jacobson vom 8. Januar bis 20. April 1910, wurde dann bis 26. Januar 1911 mit der Wahrnehmung der Geschäfte beauftragt und schließlich zum Inspekteur ernannt. In dieser Funktion erfolgte zwischenzeitlich am 27. Januar 1911 seine Beförderung zum Konteradmiral.
Jacobson wurde dann am 1. Oktober 1912 zum Kommandanten der Insel Helgoland ernannt. Diese Position übte er während des gesamten Ersten Weltkriegs aus. Zeitgleich war der am 13. Oktober 1914 zum Vizeadmiral beförderte Jacobson vom 20. Februar bis 12. April 1917 mit der Vertretung des Festungskommandanten von Wilhelmshaven beauftragt. Nach Kriegsende stellte man ihn ab 28. Januar 1919 zur Verfügung des Staatssekretärs des Reichsmarineamtes und verabschiedet ihn am 17. März 1919 in den Ruhestand.

## Auszeichnungen
- Roter Adlerorden II. Klasse  mit Eichenlaub[1]
- Kronenorden II. Klasse mit Stern[1]
- Preußisches Dienstauszeichnungskreuz[1]
- Ritterkreuz des Dannebrog-Ordens[1]
- Ritter des Goldenen Kreuzes des Erlöser-Ordens[1]
- Russischer Orden der Heiligen Anna II. Klasse[1]
- Osmanje-Orden III. Klasse[1]
- Eisernes Kreuz (1914) II. und I. Klasse[2]
- Friedrich-August-Kreuz II. und I. Klasse[2]